# Koriun
Koriun (en armeni: Կորյուն; ca. 380 - ca. 450), anomenat l'Admirable (Skantchéli), fou un religiós i historiador del segle v. És un dels sants traductors i un dels deixebles de Mesrop Maixtots, i va redactar una biografia del seu mestre.

## Nom
Koriun (en armeni: armeni: Կորյուն) és un nom d'origen armeni que significa 'cadell de lleó'.

## Vida
Nasqué al voltant del 380 i va formar part dels anomenats sants traductors, considerat un dels traductors júniors, un deixeble de Mesrop Maixtots; segons alguns acadèmics europeus i armenis, podria ser d'origen georgià (ibèric) o, potser, armeniogeorgià. Va rebre l'educació inicial del mateix Mesrop i després va partir cap a l'Imperi Romà d'Orient i estudià a Síria, Alexandria i Constantinoble abans de tornar a Armènia el 431, amb altres estudiants. Després, el nomenaren bisbe de la Geòrgia. Va morir al voltant del 450.
És considerat el primer historiador de llengua armènia atestat. La seua obra sobrevivent és Vida de Mesrop, encomanada pel catolicós Josep I, i conté, a més del relat sobre la vida de Mesrop, detalls de l'evangelització d'Armènia i la invenció de l'alfabet armeni i albanés. El seu estil, tot i original, és una mica fosc a causa de les irregularitats gramaticals. També se li atribueix la traducció de tres llibres apòcrifs dels macabeus.